# CrossCafe
CrossCafe je česká franšízová síť kaváren se sídlem v Plzni. Franchisorem značky je společnost CrossCafe original, která ji pronajímá franchisantům na dobu 10 let, ale sama společnost nevlastní žádné provozovny. V roce 2016 získala společnost titul Franchisor roku v soutěži Franchisa roku pořádané Českou asociací franchisingu (ČAF).

## Historie
Koncept franchisové sítě CrossCafe založili v roce 2007 Jan Janák a Martin Lomický. První kavárnu otevřeli téhož roku v Jungmannově ulici v Plzni. Název CrossCafe je inspirován starou kavárnou na nevadské křižovatce nedaleko Las Vegas, kterou Jan Janák navštívil během svého pobytu v USA. V přeneseném významu je CrossCafe označením pro místo, kde se lidé budou setkávat, míjet, křížit.
V roce 2010 se značka rozšířila do Prahy, kde během následujících 3 let otevřela 6 kaváren. V roce 2012 společnost vyhlásila ideovou architektonickou soutěž 2 věže, jejímž cílem bylo navrhnout druhou věž pro plzeňskou katedrálu sv. Bartoloměje v Plzni, která sice má své základy, ale nikdy nebyla dostavěna. V porotě soutěže seděli přední čeští architekti, jako je Ing.Arch. Eva Jiřičná nebo Ing.Arch. David Vávra. Téhož roku CrossCafe pod patronátem Mons. Františka Radkovského, biskupa plzeňského, uspořádalo veřejnou sbírku s názvem „Ze srdce zvon“. Sbírka trvala 2 roky a z vybrané částky se povedlo vyrobit 4 nové zvony, které byly součástí věže Katedrály sv. Bartoloměje naposledy v roce 1945. Tato sbírka se stala finančně nejúspěšnější sbírkou roku 2015 v soutěži veřejných sbírek Máme vybráno, kterou pořádá Institut pro památky a kulturu. Od roku 2013 je CrossCafe v Hradci Králové. V roce 2014 se CrossCafe rozšířilo do Chomutova a v následujícím roce také do Havířova a Olomouce. V únoru 2017 firma otevřela svojí dosavadní největší kavárnu na třídě Míru v Pardubicích. V září téhož roku byla otevřena nová kavárna blízko stanice Luka.

## Kavárny

### Interiér
V každé kavárně je kladen důraz na příjemnou atmosféru a pohodlí návštěvníků. Interiér lze rozdělit na část pracovní/studijní a část relaxační. Místa k sezení jsou doplněna o zásuvky a lampičky. Dekorace interiéru je tvořena vybranými fotkami hostů CrossCafe.

### Menu
Nabídku tvoří horké i ledové kávy, čerstvé ovocné freshe, čerstvé i sypané čaje, limonády, dorty, sendviče, saláty a polévky. CrossCafe si zajišťuje vlastní výrobu a distribuci většiny produktů. Kontroverzním produktem v nabídce kaváren se koncem roku 2015 stalo pikolo. CrossCafe jej začalo používat jako oficiální označení pro espresso.